# Bernard Père
Bernard Père est un journaliste sportif né à Paris le 19 juin 1939 et mort le 15 avril 1999 à Bruges, en Belgique. Entré à la RTF, en 1963, il intègre le service des sports. En 1968, il intègre le service des sports de France Inter. En 1975, il revient à la télévision, sur Antenne 2 et va participer à la création de Stade 2. Il commenta le football sur Antenne 2 avec Thierry Roland. Il commentait aussi le basket, sur Antenne 2, dans les années 80, notamment les finales de la Coupe Korac, en 1982 et 1983, qui opposèrent le CSP Limoges et le club yougoslave de Sibenka Sibenik. Il a été le présentateur, avec Michel Platini, de l'éphémère émission sur le football, Numéro 10, en 1984. Depuis 1995, il était chargé sur France Télévisions des opérations exceptionnelles. Il est décédé à Bruges, le 15 avril 1999, alors qu'il s'occupait de la retransmission de la phase finale du championnat d'Europe de football, qui aurait lieu en 2000, en Belgique et aux Pays-Bas.